# Скумбрія японська
Ску́мбрія япо́нська, яп. 真鯖, マサバ, МФА: [masaba] (Scomber japonicus) — риба родини скумбрієвих ряду окунеподібних.
Поширена у водах Індо-Пацифіки, в тропіках, відсутня в Індійському океані, крім Південної Африки. В Атлантиці та Середземному морі замінюється близьким видом — Scomber colias (іноді вказується як Scomber japonicus colias).